# 洞鴿鎮區
洞鴿鎮區為緬甸若開邦洞鴿縣的鎮區。2014年人口158,341人，區域面積4,792.9平方公里。洞鴿為該鎮區首府。
10名穆斯林於2012年6月爆發的暴動事件中喪生，事件發生後羅興亞族穆斯林與若開族之間的關係日漸緊張。而事件爆發點可能在2012年5月，3名穆斯林疑似在蘭里附近輪姦當地若開族女性所導致。